# ピーター・レヴィ
ピーター・レヴィ（Peter Levy ACS/ASC）は、オーストラリアの撮影監督。シドニー出身。
スティーヴン・ホプキンス監督作品の撮影を多く手がける。
1983年からオーストラリア撮影監督協会（ACS）の、2000年から全米撮影監督協会（ASC）の会員。

## フィルモグラフィー
- デンジャラス・ゲーム Dangerous Game (1987)
- エルム街の悪夢5 ザ・ドリームチャイルド A Nightmare on Elm Street: The Dream Child (1989)
- プレデター2 Predator 2 (1990)
- リコシェ Ricochet (1990)
- ジャッジメント・ナイト Judgment Night (1993)
- ブローン・アウェイ/復讐の序曲 Blown Away (1994)
- カットスロート・アイランド Cutthroat Island (1995)
- ブロークン・アロー Broken Arrow (1996)
- THE WAR 戦場の記憶 The War At Home (1996)
- ロスト・イン・スペース Lost in Space (1998)
- アンダー・サスピション Under Suspicion (2000)
- 24 -TWENTY FOUR- 24 (2001 - 2002) テレビドラマ、3話分
- トルク Torque (2004)
- ライフ・イズ・コメディ! ピーター・セラーズの愛し方 The Life and Death of Peter Sellers (2004)
- ロンリーハート Lonely Hearts (2006)
- リーピング The Reaping (2007)